# Snellenia coccinea
Snellenia coccinea is een vlinder uit de familie Stathmopodidae. De wetenschappelijke naam van de soort is voor het eerst geldig gepubliceerd in 1889 door Walsingham.